# Alabama Museum of Natural History

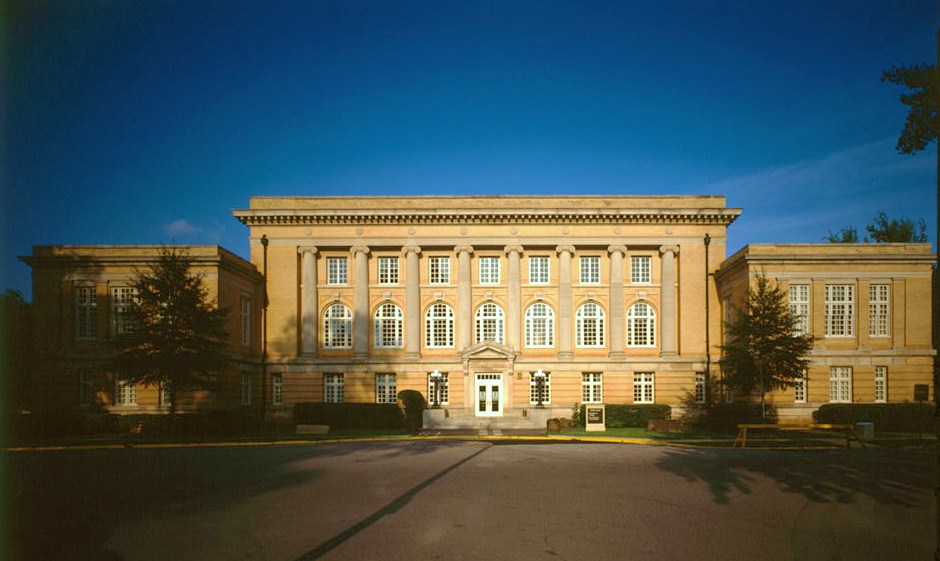
Smith Hall.

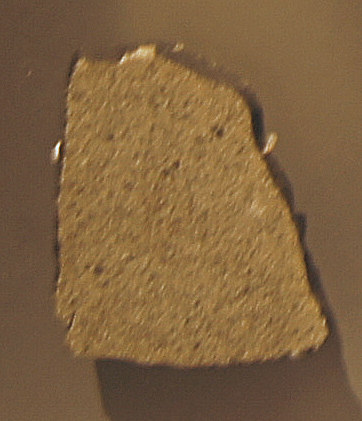
En bit av Hodgesmeteoriten.

Alabama Museum of Natural History är Alabamas naturhistoriska museum. Museet är beläget i Smith Hall på campusområdet för University of Alabama i Tuscaloosa. 
Det är delstatens äldsta museum, grundat 1831. De nuvarande samlingarna byggdes upp med början 1873 efter amerikanska inbördeskriget, efter det att geologiläraren Eugene Allen Smith (död 1927) utnämnts till Alabamas statsgeolog. 
I museet finns Hodges meteorit, det enda kända rymdobjektet som träffat en människa. Ett fragment skadade 1934 Ann Elizabeth Fowler Hodges (1920–1972), när hon låg och sov i sitt hem i Oak Grove i Alabama.
Smith Hall består av ett mittparti med tre våningar och två tvåvåningars flyglar, de senare lokaler för University of Alabamas geologiska institution. Byggnadens arkitektur efterbildar i en mindre skala arkitekturen på andra naturhistoriska museer, som byggdes under tidigt 1900-tal iChicago, New York och Washington, D.C. i Beaux-Artsstil. På utsidan finns en kollonad med åtta joniska pelare. Trappan innanför entrén är gjord i marmor från Alabama, vilken leder upp till Grand Gallery i andra våningen, som omgärdas av pelare i korintiskt stil.